# 金星漢
金星漢又新羅星漢王（？－？）是韓國新羅金氏王朝的傳說的始祖。一說的金閼智的子又金日磾的七世孙。他在新羅金氏家的始祖及別稱爲太祖星漢王

## 外部連結
- http://news.naver.com/main/read.nhn?mode=LSD&mid=sec&sid1=110&oid=005&aid=0000187692 （页面存档备份，存于）